# Зелло, Фридрих
Фридрих Зелло, реже Селлов (нем. Friedrich Sellow или нем. Friedrich Sello, 12 марта 1789 — 1831) — немецкий ботаник, натуралист (естествоиспытатель) и садовник.

## Биография
Фридрих Зелло родился в Потсдаме 12 марта 1789 года. Он происходил из семьи главных королевских садовников Потсдама.
Для получения образования научного садовника было неизбежно пребывание за рубежом, и в 1810 году Зелло, оснащённый рекомендациями Карла Людвига Вильденова, отправился в Париж. Он собирал растения в Бразилии, многие из которых были новыми для науки, и ввёл их в культивирование в Европе через Берлин. Среди них были Salvia splendens, Begonia semperflorens, Petunia axillaris и Cortaderia selloana.
Фридрих Зелло погиб утонув в реке в 1831 году в Риу-Доси.

## Научная деятельность
Фридрих Зелло специализировался на семенных растениях.
В честь Фридриха Зелло названа важная плодовая культура, культивируемая во многих странах мира, — Acca sellowiana [syn. Feijoa sellowiana], в русском языке известная под названием фейхоа.